# Breaza (Buzău)
Breaza é uma comuna romena localizada no distrito de Buzău, na região de Valáquia. A comuna possui uma área de 50.04 km² e sua população era de 2874 habitantes segundo o censo de 2007.